# Gadka (struga)
Gadka – struga, lewostronny dopływ Neru o długości 4,8 km i powierzchni dorzecza 12 km².
Obszary źródłowe strugi znajdują się na granicy wsi Ksawerowa z Pabianicami, oraz w okolicy wsi Nowa Gadka. Ostatnie kilkaset metrów Gadka płynie na terenie Parku 1 Maja, gdzie uchodzi do Neru w obrębie Stawów Stefańskiego, które stanowią jego spiętrzenie.
Gadka i Jasieniec, to jedyne łódzkie dopływy Neru niewłączone w system kanalizacji miejskiej. Struga przez pewien czas była zaliczona do II klasy czystości, ale obecnie zaliczana jest do III klasy, a okresowo nawet do cieków pozaklasowych.